# Losail International Circuit
Het Losail International Circuit is een circuit gelegen nabij Lusail ten noorden van Doha in Qatar. Het heeft een lengte van 5,380 kilometer.

## Motorsport
In de motorsport was en is het circuit de locatie van diverse wedstrijden in de motorcross en wegrace.

### Wegrace
Wereldkampioenschap wegrace
Vanaf 2004 wordt jaarlijks de Grand Prix-wegrace van Qatar, een wedstrijd in het wereldkampioenschap wegrace voor de klassen MotoGP, Moto2 (voorheen 250cc) en Moto3 (voorheen 125cc), op het circuit verreden. In 2008 werd de race na zonsondergang gereden, wat de eerste avondrace was in de MotoGP. Sindsdien werden alle edities in de avond verreden. Op de aangepaste kalender van het seizoen 2021, vanwege de coronapandemie, werd er een extra race verreden onder de noemer GP van Doha.
Superbike/Supersport
In de wereldkampioenschappen in de superbike en Wereldkampioenschap Supersport werd in de perioden 2005-2009 en 2014-2019 een van de wedstrijden verreden op dit circuit. In 2020 werden beide wedstrijden vanwege de coronapandemie afgelast.

### Motorcross
In de motorcross was het circuit een periode van vijf seizoenen (2013-2017) de locatie van een van de wedstrijden in het Wereldkampioenschap motorcross van dat jaar.
Winnaars
| 2013 | Clément Desalle | Suzuki    | Jeffrey Herlings | KTM |
| 2014 | Gautier Paulin  | Kawasaki  | Jeffrey Herlings | KTM |
| 2015 | Maximilian Nagl | Husqvarna | Jeffrey Herlings | KTM |
| 2016 | Tim Gajser      | Honda     | Jeffrey Herlings | KTM |
| 2017 | Antonio Cairoli | KTM       | Pauls Jonass     | KTM |

## Autosport
Het circuit was in 2006 de locatie voor een Grand Prix Masters-race, die gewonnen werd door Nigel Mansell.
 In het seizoen 2008-2009 was het circuit een van de locaties in het kampioenschap van de GP2 Asia Series.

## Formule 1
Het Losail international Circuit werd in 2021 gebruikt voor de GP van Qatar in de Formule 1 ter vervanging van de GP van Australië. Vanaf 2023 zal Qatar wederom het toneel zijn van Formule 1-wedstrijden.

### Winnaars Formule 1 in Lusail
| Uitslagen Grand Prix van Qatar | Uitslagen Grand Prix van Qatar                 | Uitslagen Grand Prix van Qatar                 | Uitslagen Grand Prix van Qatar                 |                                                |
| ------------------------------ | ---------------------------------------------- | ---------------------------------------------- | ---------------------------------------------- | ---------------------------------------------- |
| Jaar                           | Coureur                                        | Constructeur                                   | Verslag                                        |                                                |
| 2024                           | Max Verstappen                                 | Red Bull raceing                               | -                                              |                                                |
| 2023                           | Max Verstappen                                 | Red Bull Racing                                | Verslag                                        |                                                |
| 2022                           | Grand Prix niet verreden i.v.m. het WK Voetbal | Grand Prix niet verreden i.v.m. het WK Voetbal | Grand Prix niet verreden i.v.m. het WK Voetbal | Grand Prix niet verreden i.v.m. het WK Voetbal |
| 2021                           | Lewis Hamilton                                 | Mercedes                                       | Verslag                                        |                                                |